# Burg Plankenwarth
Die Burg Plankenwarth oder Schloss Plankenwarth ist eine zu einem Schloss umgebaute Höhenburg in Sankt Oswald bei Plankenwarth in der Steiermark. Ihre Geschichte kann bis in das 13. Jahrhundert nachgewiesen werden. Etwas unterhalb, am Nordhang des Burgberges der eigentlichen Burg befindet sich die Ludwigsburg, die von Ludwig Stürgkh im 16. Jahrhundert errichtet wurde und später als Vorburg und Wirtschaftshof diente.
Heute befindet sie sich im Privatbesitz. Vom Besitzer werden einige Räume für Ausstellungen und Konzerte zur Verfügung gestellt.

## Lage
Die Burg wurde auf der Kuppe des Jägerberges errichtet, welcher nach allen Seiten steil abfällt und eine gute Aussicht bot. Sie diente zur Überwachung der Straße von Judendorf-Straßengel nach Sankt Oswald, die an der Burg vorbeiführte.

## Geschichte
Die Burg wird am 24. Februar 1265 erstmals urkundlich erwähnt. Sie war wahrscheinlich ein freies Eigen der Herren von Plankenwarth, welche als Ministeriale den Landesfürsten dienten und seit dem Jahr 1179 nachweisbar sind. Im 14. Jahrhundert wurden die Plankenwarther von den mit ihnen verwandten Timmersdorfern und deren von Pranckh als Burgherren abgelöst. Um das Jahr 1430 ging die Burg als Erbe an die Herren von Ungnad, welche ab 1456 das Wappen der mittlerweile ausgestorbenen Plankenwarther führen durften. Die Herren von Ungnad ließen das Anwesen durch angestellte Pfleger verwalten. 1532 verkaufte Andre von Ungnad die vernachlässigte Burg an den Grazer Händler Georg Stürgkh aus dem Geschlecht derer von Stürgkh. Georgs Sohn Ludwig wurde enterbt und ließ sich deshalb, mit dem Einverständnis seiner Brüder, etwas unterhalb der eigentlichen Burg die nach ihm benannte Ludwigsburg errichten. Ludwigs Söhne mussten nach dessen Tod die Ludwigsburg aufgrund hoher Schulden an seinen Bruder Christof verkaufen. Sie diente später als Vorburg und Wirtschaftshof.
Gegen Ende des 16. Jahrhunderts wurde bei der Burg ein Kreidfeuer eingerichtet. Im Jahr 1699 ging das Gut an den mit der Familie Stürgkh verschwägerten Johann Georg Graf Saurau. In den folgenden Jahren wechselte das Anwesen häufig seinen Besitzer, ehe es 1739 in den Besitz von Johann Seifried von Herberstein kam. Unter seinem Bruder Karl Leopold wurde die Burg 1754  zu einem barocken Schloss ausgebaut. Von 1791 bis 1826 befand sich das Schloss erneut im Besitz der Familie Stürgkh. Es fanden anschließend wieder häufige Besitzerwechsel statt, so war die protestantische Emilie Sarah Engelbronner d’Aubigny, die durch ihre Heirat mit dem britischen Colonel Peché den Titel „Generalin“ erworben hatte, bis zu ihrem Tod im Jahre 1849 Schlossherrin. Sie ließ sich auf dem nahe gelegenen Brennkogel bestatten, der seither Generalkogel genannt wird. 1913 kaufte Ignaz von Scarpatetti das stark verfallene Schloss. Er ließ das Anwesen komplett renovieren und modernisieren. Im Jahr 1943 wurde das Wannsee-Institut, das ab 1938 im Landhaus Oppenheim am Wannsee in Berlin untergebracht war, infolge der Bombardements auf Berlin nach Schloss Plankenwarth ausgelagert. Von hier aus planten und organisierten die Mitarbeiter, die alle SS-Offiziere waren, bis 1945 Spionage- und Sabotageaktivitäten gegen die Sowjetunion. Nach dem Krieg wurde es ab 1954 als Sanatorium ausgebaut. Während des Zweiten Weltkrieges stürzten Teile der Ludwigsburg ein und mussten wiederhergestellt werden. Die Ludwigsburg bekam deshalb im Jahr 1956 ein neues Fundament. Seit 1981 befindet sich das Schloss im Privatbesitz einer Grazer Rechtsanwaltsfamilie.

## Baubeschreibung

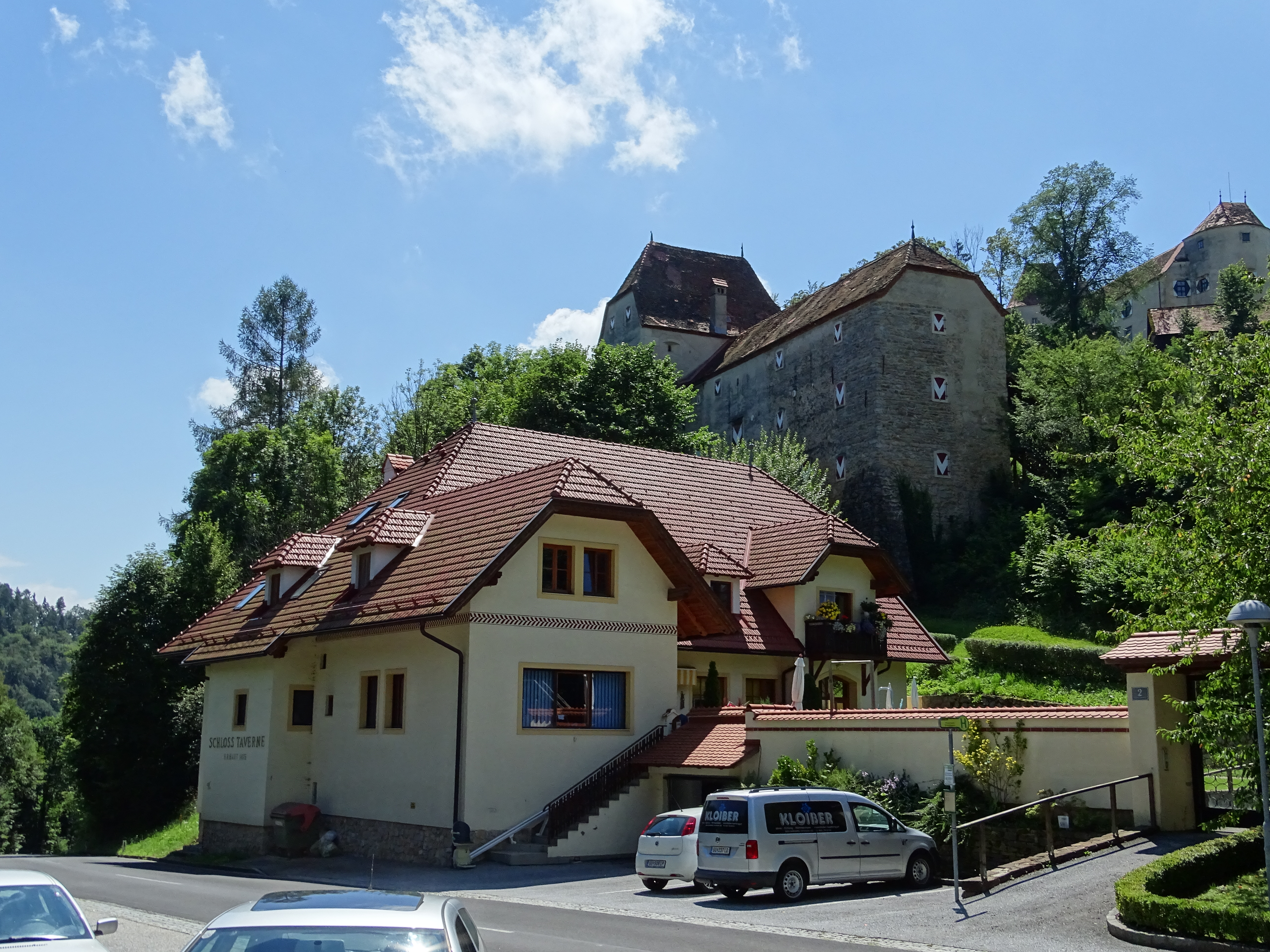
Die Ludwigsburg, die etwas unterhalb der eigentlichen Burg liegt und deren Vorburg darstellt

Die Anlage der Burg Plankenwarth ähnelt einem Trapez und hat bis zu drei Meter dicke Mauern. Am westlichen Teil der Mauer befindet sich ein Rundturm, im nördlichen Teil ein halbrunder Turm. Der viereckige Bergfried steht an der Ostseite der Burg und ist von der Hofseite her verbaut. Der Innenhof hat die Form eines Dreieckes und weist im Stil der Spätrenaissance errichtete Säulenarkaden auf. Die Burg wurde 1754 durch Karl Leopold von Herberstein zu einem barocken Schloss ausgebaut und erweitert. Der Innenraum wurde vom Barockmeister Joseph Hueber gestaltet. Heute sind nur mehr Teile der einstigen barocken Ausstattung erhalten. Weiters sind noch Reste der steinernen Türgewände aus dem Jahr 1656 sowie Balkendecken im Renaissancestil erhalten. Die ursprüngliche Inneneinrichtung ist nicht mehr vorhanden.
Die turmartige Ludwigsburg wurde im Stil der Renaissance errichtet und ist von einer Wehrmauer mit Viereckstürmen umgeben. Der hölzerne Wehrgang ist noch erhalten. Weiters besitzt sie einen Torbau mit zwei Rundtürmen.
Die Hauptburg hat eine dem Heiligen Georg geweihte Burgkapelle, die seit dem Jahr 1594 nachweisbar ist. Sie wurde um das Jahr 1680 barockisiert und mit einer Stuckdecke mit Fresken-Medaillons ausgeschmückt. Der heutige Altar stammt aus der Mitte des 17. Jahrhunderts.

## Legende
Laut einer Legende leitet sich der Name der Burg davon ab, dass ein unbeliebter Burgherr von seinen Untertanen mit Planken erschlagen wurde. In Wirklichkeit kommt der Name jedoch vom althochdeutschen „planch“, was so viel wie „glänzend“ bedeutet und auf die ursprünglich großzügige Ausstattung der Burg hinweist.